# Nargis (Loiret)
Nargis je francouzská obec v departementu Loiret v regionu Centre-Val de Loire. V roce 2011 zde žilo 1 399 obyvatel.

## Vývoj počtu obyvatel
Počet obyvatel 